# O Mundo de Quest
O Mundo de Quest (no original em inglês World of Quest) é uma série de desenho animado estadunidense-canadense produzida pela Cookie Jar Entertainment e exibida pela Cartoon Network de 17 de outubro de 2008 a 31 de julho de 2009. A série era exibida no Brasil pelo canal Disney XD e em Portugal pelo canal Panda Biggs. A série se estreou de aires a as 11:00 a.m. ET/PT tempo em 17 de outubro de 2008 em Cartoon Network nos Estados Unidos.

## Enredo
O rei e a rainha de Odíssia são sequestrados, e seu filho, o príncipe Nestor, encarrega de buscar espadas, que se combinadas, podem libertá-los. Então, ele encontra um herói, Quest, e o enfeitiça com o feitiço da obediência, levando Quest a obedecer todas as ordens do príncipe. Então eles partem em busca das espadas por todo o mundo. Ao longo da jornada, vão encontrando várias pessoas.

## Personagens
- Quest - um herói grande e forte, deve proteger e obedecer Nestor de acordo com o feitiço da obediência. Nunca sorri e está sempre mal-humarado. Mostra odiar tudo e tem duas grandes espadas como armas. Parece não gostar de Nestor. Dublado por Duda Ribeiro no Brasil e nos EUA é dublado por J.P. Manoux.
- Príncipe Nestor - o príncipe de Odíssia, e alegre mas gosta muito de mandar em Quest. Porém Quest acaba batendo nele por ser teimoso e persistente. Dublado por Charles Emmanuel e nos EUA é dublado por Drew Seeley.
- Graer - um griffin (ave grande) marrom ajudante de Nestor, que acabou se aliando na busca. Dublado por Ricardo Juarez
- Cyber-herói - um ciborgue de alta-tecnologia que ajuda Quest e seus amigos na busca. Dublado por Jorge Lucas
- Way - uma robô que ajuda seus amigos passando informações e mostrando o caminho, embora suas frases sejam de difícil compreensão. Mora em uma adaga.
- Ana Maria - uma feiticeira em treinamento, é capaz de dar vida a qualquer coisa. Sempre traduz de forma menos complexa o que Way diz. Dublada por Flávia Saddy
- Albert - um cão gigantesco, é tão grande que transporta Quest e seus amigos na ponta de sua cauda.
- Malvadeza - O grande vilão da história. Sempre tenta impedir Quest e seus amigos de chegarem a seus objetivos. É um lagarto verde e afeminado. Dublado por Nizo Neto
- Mentira - Uma bruxa que trabalha para Malvadeza. Ao contrário de Ana, lida muito bem com seus feitiços. Possui um castelo particular.
- Irmãos Catástrofe - três irmãos pequenos que são uma mistura de jacarés, rinocerontes e pássaros. Quando caem na água ganham poderes.
- Org - ajudante de Malvadeza, é grande e tem uma barriga que parece uma caveira.
- Grinders - criaturas de quatro olhos que parecem rinocerontes.
- Growls - criaturas cinzas pequenas.

## Dublagens
Dublagem nos EUA
- J.P. Manoux na voz de Quest
- Drew Seeley na voz de Príncipe Nestor
- Kedar Brown na voz de Cyber-herói
- Krystal Meadows na voz de Ana Maria

Dublagem no Brasil
- Duda Ribeiro na voz de Quest
- Charles Emmanuel na voz de Príncipe Nestor
- Ricardo Juarez na voz de Gaeer
- Fernanda Baronne na voz de Way
- Flávia Saddy na voz de Ana Maria
- Jorge Lucas na voz de Cyber-herói
- Nizo Neto na voz de Malvadeza
- Gutemberg Barros na voz de Calamidade
- Flávio Back na voz de Chaos
- Duda Espinoza na voz de Confusão
- Diretor de Dublagem: Marcia Coutinho / Fernando Lopes
- Estúdio de Dublagem: Double Sound / Sérgio Moreno Filmes